# Liurai
Antes da administração portuguesa, Timor-Leste era composto por vários reinos, divididos por vários sucos e povoações. Estes reinos eram governados por régulos, designados por liurais.
Com a colonização, os diversos reinos foram sucessivamente desmembrados, quebrando-se o poder tradicional. No entanto, os sucos, integrados em reinos ou independentes, permaneceram como célula fundamental da estruturação política de Timor-Leste até à actualidade. O termo liurai passou, então, a designar o chefe de suco, com o mais alto poder timorense na respectiva área.
Pertencendo às famílias nobres, os datos, um liurai é eleito pelos seus iguais e descendentes, os principais. Perante a morte de um liurai, o seu sucessor é designado por eleição de entre os membros da linhagem régia. A linha é geralmente patrilinear e, talvez por isso, a forma de tratamento mais vulgar destes chefes é amo, semelhante a áman (pai, em tétum).
Ainda que detentores do poder executivo, os liurais são controlados pelos anciãos do reino, em particular pelo dato-hei, o chefe-sombra, sobre quem recai a responsabilidade de guardar e fazer cumprir os usos e costumes. Apesar de, actualmente, o liurai não possuir praticamente poder político ou administrativo, a sua figura mantém-se e é alvo de respeito e reverência por parte de toda a população timorense.